# Mantegneva hiša
Mantegneva hiša (italijansko Casa del Mantegna) je stavba iz 15. stoletja, ki jo je Andrea Mantegna zgradil in uporabljal v Mantovi, verjetno kot dom in studio. Mantegna se je preselil v Mantovo, ko ga je Ludovico III. Gonzaga imenoval dvornega slikarja.
Danes se stavba uporablja kot prostor za začasne razstave in je uradni sedež kulturnega sektorja pokrajine Mantova.

## Zgodovina
Gradnja stavbe je od leta 1476 potekala na zemljišču, ki ga je 18. oktobra 1476 Mantegni podaril markiz Ludovico III. Gonzaga, morda kot nagrado za freske v Camera degli Sposi. Zemljišče je južno od mesta v četrti sredi sadovnjakov in vrtov.
Negotova je debata o avtorstvu projekta (materialni avtor stavbe je bil verjetno Giovanni da Padova) in tudi o njegovi funkciji (atelje ali dom). Ni dvoma o vplivu dela Leona Battiste Albertija, ki je hkrati deloval v Mantovi, ki je leta 1460 zasnoval cerkev svetega Boštjana (chiesa di San Sebastiano), ki je pred Casa del Mantegna.
Finančna sredstva, dodeljena Mantegni, so bila znatna. Prejemal je plačo 75 lir na mesec, kar umetnika uvršča med najbolje plačane umetnike, če ne že za umetnika, 15. stoletja. Pravzaprav se noben drug umetnik tega časa ne bi mogel pohvaliti s tako obsežno in razkošno hišo.
Umetnik je tam živel kratek čas, saj jo je bil leta 1502 Mantegna (ki je umrl štiri leta pozneje) prisiljen prodati Gonzagovcem, ki so jo preuredili v gospodarsko poslopje bližnjega Palazzo di San Sebastiano. V 17. in 18. stoletju so se menjavali novi lastniki, ki so izvajali prenove in adaptacije, vse do popolnega popačenja celotne strukture stavbe in njene integracije z desno stavbo.
V 19. stoletju se je celoten kompleks uporabljal kot vojašnica, nato je prešel na občino Mantova, od leta 1868 pa je sosednja stavba postala sekundarna pisarna Tehnično-komercialnega inštituta "Alberto Pitentino".
Leta 1940 so se začela obnovitvena dela za povrnitev prvotnega videza Mantegneve hiše, začenši s krožnim dvoriščem, edinim preostalim elementom renesančne stavbe. Dela, ki jih je izvedel arhitekt Niccoli, osvobodijo hišo dodatkov iz 18. stoletja: stropi in stene se tako vrnejo na svetlobo, razkrivajo sledi frizov s freskami in okrašene kasete. V zgornjem nadstropju izstopata dve predstavi grba Andrea Mantegne in strop z Lodovicovim emblemom sijočega sonca, nabitega z geslom »ab olympo«. Obnovljena je tudi prvotna arhitekturna zgradba, ki hišo loči od preostalega kompleksa z ozko uličico, rekonstruirane stopnice in originalna vrata in okna.
Casa del Mantegna, odprta za javnost leta 1974, se stalno uporablja za kulturne dejavnosti. Leta 1999 je bilo prvo nadstropje odprto za javnost.

## Opis
Arhitektura Mantegneve hiše je referenca na antiko, zasnovana na skoraj kvadratnem tlorisu s 25 metri na vsaki strani, v središču katerega je krožno dvorišče.
Za arhitekturno zasnovo stavbe je značilna popolna geometrijska zasnova: krog dvorišča je vključen v kvadrat stavbe po razmerjih, ki jih ureja zlati rez. Prostori hiše so povezani s krožno potjo in vsi gledajo na valjast prostor dvorišča skozi štiri obokana vrata in osem oken, kar je očitna renesančna prenova atrija rimskega domusa. Ni jasno, ali je bilo to celotno dvorišče namenjeno zbirki skulptur in arheoloških najdb Andrea Mantegne, niti ali je bila kdaj predvidena streha.
Nekateri raziskovalci vidijo fascinantno analogijo med krožnim dvoriščem in obokom Camera degli Sposi: poslikano oko nebes se odpira v kvadratni prostor, na enak način, kot je krog entablature, ki gleda navzgor iz središča dvorišča in je vpisana v kvadrat zunanjih sten..

## Kritika
Hiša je redek primer italijanske zasebne stavbe iz 15. stoletja.
Za Vasarija hiša izraža umetnikov občutek samoreprezentacije in samolegitimacije. Ti dve čustvi resnično izražata umetnikov humanizem, ideologijo, osredotočeno na človeka. Hiša predstavlja tako prerojenega umetnika s svojim geometrijskim delom kot perspektivo, potrebno za zasnovo hiše. Ko je Mantegna zasnoval zgradbo, so bila načela klasične arhitekture in njihova uporaba v sodobni gradnji zelo v modi med umetniki 15. stoletja. Skupni deleži so bili izračunani na podlagi harmoničnih, matematičnih, geometrijskih in verjetno glasbenih principov.
Franco Borsi jo je imenoval »ena najbolj intrigantnih in absolutnih renesančnih zgradb«. Fiocco jo predstavlja kot »zelo preprosto telo, ne albertovsko, ampak jasno, če sploh kaj, Lauranesque potisne k še bolj absolutnim zaključkom«.